# جوسيف أبيل
جوسيف أبيل (بالألمانية: Josef Abel)‏ هو نقاش ‏ ورسام نمساوي، ولد في 22 أغسطس 1768 في Aschach an der Donau ‏ في النمسا، وتوفي في 4 أكتوبر 1818 في فيينا في النمسا.